# Same
Same é uma cidade do interior de Timor-Leste, 81 km a sul de Díli, a capital do país. A cidade de Same tem 25 mil habitantes e é capital do município de Manufahi, herdeiro directo do concelho de Same do tempo do Timor Português.
Durante o período colonial português, o distrito recebeu o nome de Same, sua capital. Na época do Estado Novo, o lugar foi renomeado como Vila Filomeno da Câmara, em homenagem ao ex-governador do Timor Português Filomeno da Câmara de Melo Cabral.
Após a independência de Timor Leste da Indonésia, a cidade foi quase completamente destruída pelas milícias indonésias. Um projeto de reconstrução chamado Amigos de Same está atualmente ajudando a reconstruir a cidade, junto com enviados da ONU. Durante a crise timorense de 2006, a Batalha de Same teve lugar na área.

## Geografia

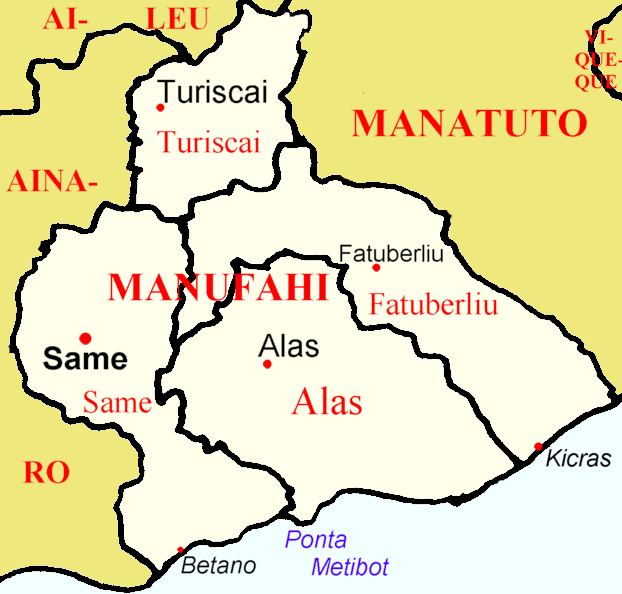
Distritos de Manufahi.

A cidade está localizada no interior da ilha, a sul da capital provincial de Dili, a uma altitude de 384 metros, a sul da montanha Cabalaki (Foho Kabulaki). O centro está localizado no suco Letefoho em que estão situados os distritos Ria-Lau, Manico 1 e 2 Cotalala, Rai-Ubo e Akadiruhun. Os subúrbios Manikun, Lia-Nai, Maibuti, Raimera, Searema, Uma-Liurai, Nunu-Fu, Babulo e Lapuro estão no suco Babulo. Uma estrada terrestre leva de Same a Maubisse no norte e Betano, no sul. Um troço leva a Alas e Welaluhu no Leste. Ambos os sucos são classificados como "urbanos".

### Organização
Same está dividida em oito sucos: Babulo, Betano, Dai-Suá, Grotu, Holarua, Letefoho, Rotuto e Tutuluro. Letefoho e Babulo são classificados como urbanos. Para o nordeste estão os subdistritos Turiscai e Fatuberlio, a leste do subdistrito Alas. Nas fronteiras noroeste e oeste do distrito Same, Ainaro com seus sub-distritos Maubisse, Hatu-Builico e Hato-Udo. Para o sul é o mar de Timor. O Rio Caraulun atravessa o norte de Same antes de servir como rio fronteiriço para Ainaro no Mar de Timor. Seu tributário mais importante, o Sui, segue a fronteira nordeste para Alas e Fatuberlio. Na sua foz está o pequeno Quelun, o rio que forma a fronteira com Alas no sul.
O subdistrito de Same contava com uma população de 27 554 habitantes em 2010. O maior grupo linguístico é formado pelos falantes da língua nacional Bunak. A idade média é de 18,3 anos.
66% dos domicílios em Same cultivam mandioca, 65% milho, 52% coco, 54% vegetais, 44% café e 15% arroz. Em 2010, os habitantes dos sucos Holarua, Grotu, Dai-Sua e Rotuto reclamaram que sofrem constantemente de escassez de alimentos porque seus solos não são suficientemente férteis. Em Rotuto, os campos também tem sido destruídos por tempestades e deslizamentos de terra.

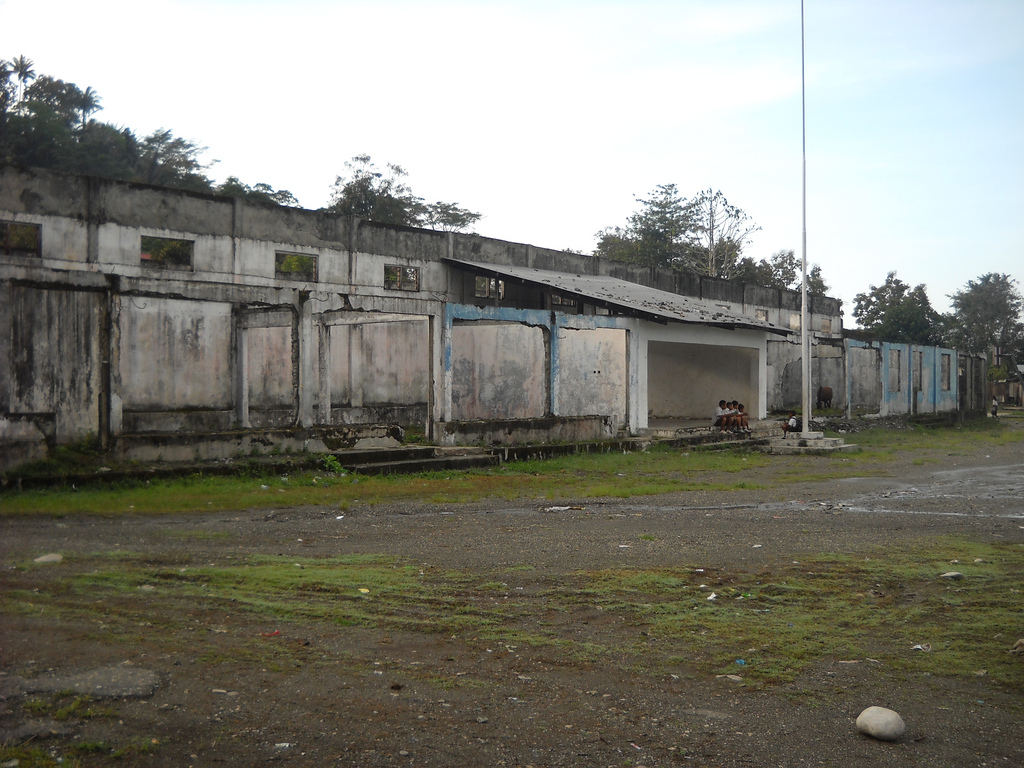
O antigo mercado, destruído em 2010.

### Infraestrutura
Há uma pré-escola, seis escolas primárias, três escolas secundárias e uma escola pré-secundária. Há também uma delegacia de polícia, um heliponto e um centro comunitário de saúde. Do antigo edifício do mercado, apenas as paredes de concreto foram deixadas desde a sua destruição pelos indonésios. Também em ruínas está a antiga igreja católica, que já havia sido destruída na Segunda Guerra Mundial pelos japoneses.

### Geminação
Same encontra-se geminada com a cidade australiana de Boroondara.

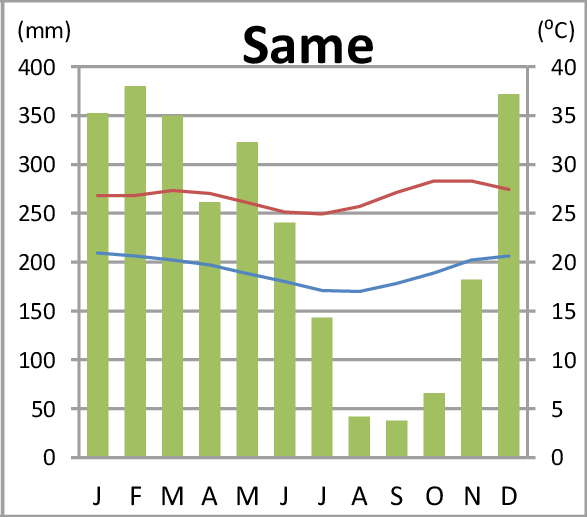
Climograma de Same.

### Clima
Same possui um clima monçónico, com temperaturas altas e chuvas abundantes durante quase todo o ano. O período das chuvas vai de novembro à julho e os três meses seguintes são menos chuvosos. A temperatura varia entre 18 ºC e 28 ºC.

## História

### Reino de Manufahi e dominação portuguesa

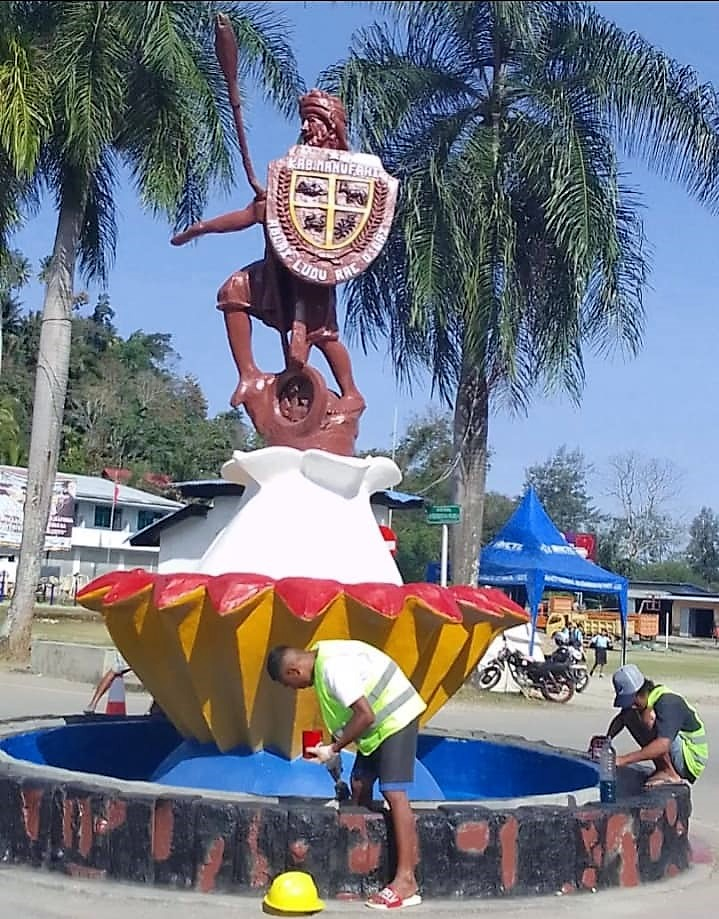
Estátua no centro de Same.

Same era a capital do reino de Manufahi. Boaventura, o Liurai de Manufahi e o seu pai Duarte (1895-1912), lideraram várias revoltas importantes contra a antiga potência colonial portuguesa. Nessa época, Boaventura uniu vários reinos timorenses ao maior movimento de resistência, com o qual os portugueses se defrontaram durante o período colonial. Somente durante a rebelião de Manufahi, em 1911-1912, que Boaventura foi derrotado e capturado, durante a revolta em Betano, pelas tropas leais timorenses e luso-africanas de Moçambique e por vezes até de Angola. Ele morreu pouco depois na ilha de Ataúro. Fontes timorenses estimam que na última revolta 15.000-25.000 pessoas foram mortas e que muitas outras milhares foram capturadas e presas.
Na atual área do suco de Dai-Suá, um dos maiores massacres da história colonial portuguesa ocorreu em agosto de 1912. Cerca de 3.000 homens, mulheres e crianças.

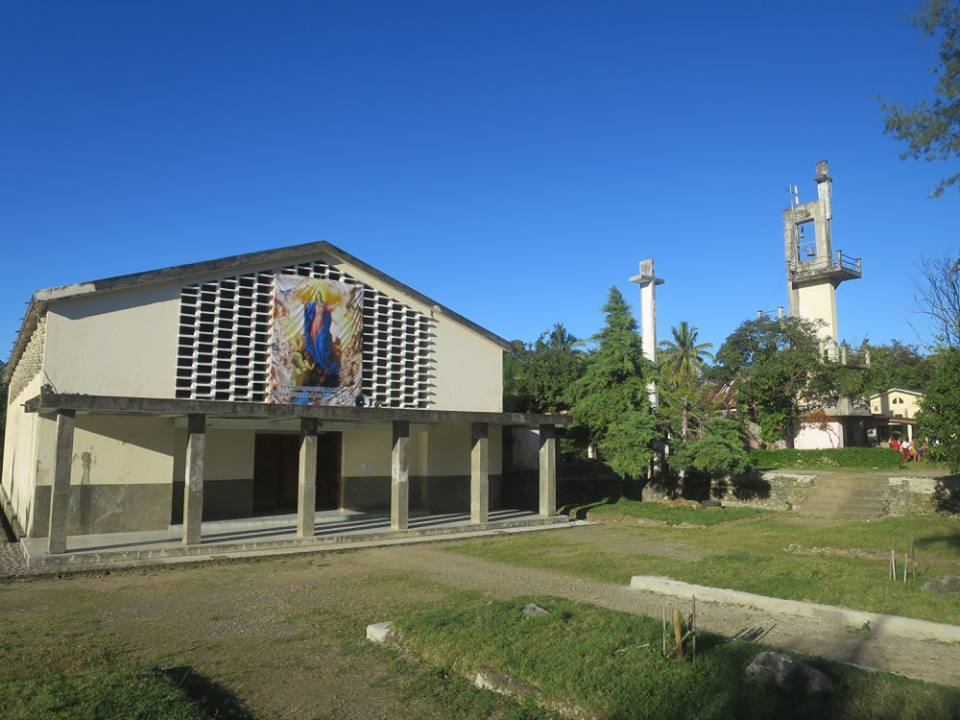
A atual Igreja Católica, 2016.

Durante a Segunda Guerra Mundial, o Timor Português foi ocupado pelos japoneses. Durante a Batalha de Timor, as tropas australianas ofereceram resistência através da guerra de guerrilha. Os reforços australianos vieram através do porto de Betano. O destróier australiano HMAS Voyager foi perdido aqui. A Igreja Católica Romana de Same, cujas ruínas permanecem, foi destruída durante a ocupação.
Durante a guerra civil entre a FRETILIN (Frente Revolucionária de Timor-Leste Independente) e a UDT (União Democrática Timorense) nos últimos dias do domínio colonial português, a 11 de Agosto de 1975, a maioria dos residentes de Letefoho fugiu das suas casas para as montanhas. Eles temiam o rapto da UDT após o assassinato de apoiantes da FRETILIN em Wedauberek (sub-distrito de Alas).

### Ocupação indonésia
Em 1975, os indonésios invadiram Timor Leste. Em outubro de 1976, as cidades mais importantes, como Same, haviam sido ocupadas.
A 20 de Agosto de 1982, os combatentes das Falintil atacaram o indonésio Hansip (oficial de segurança local) em Rotuto. Isso foi parte do levante de Cabalaki, no qual várias bases indonésias da região foram atacadas simultaneamente. Os indonésios imediatamente enviaram tropas para a região. Casas foram queimadas, escolas fechadas e mulheres e crianças forçadas a ficar de guarda em um posto militar. Além disso, veio a relocação forçada, incêndio criminoso, saques e estupro. Os combatentes das Falintil e uma grande parte da população fugiram da área.
Em 1999, a cidade de Same foi quase totalmente destruída por milícias pró-Indonésia, durante a reviravolta geral após o referendo da independência em Timor Leste.

### Pós-Independência

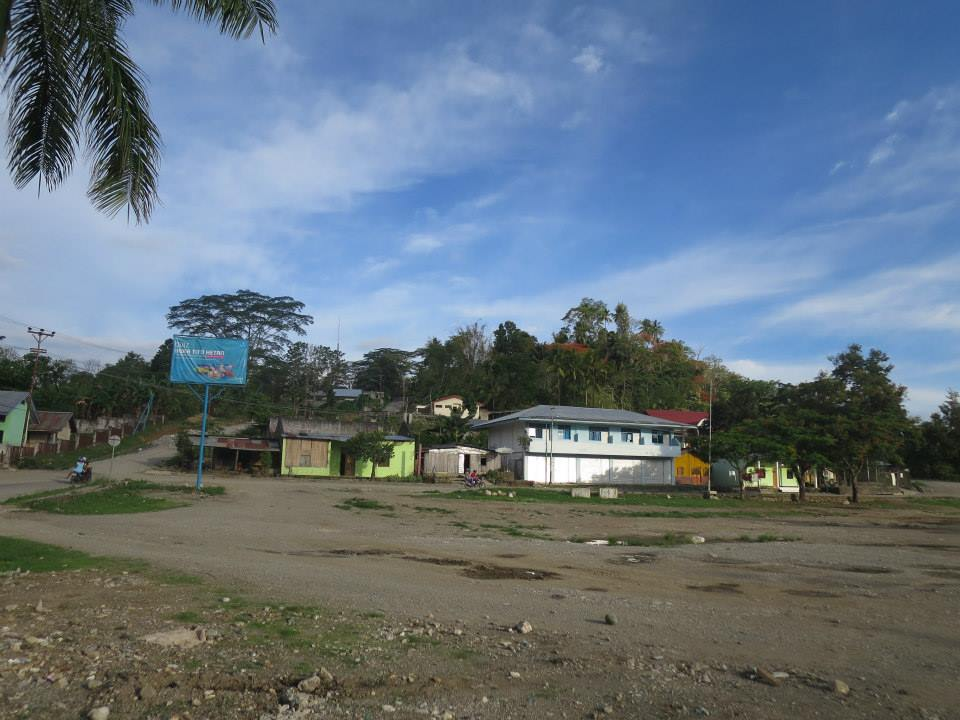
Centro da cidade.

Em 2001, a cidade australiana de Boroondara, Victoria fundou a Friends of Same (Amigos de Same), que apoia projetos de ajuda na região.
A Batalha de Same, como parte da crise timorense de 2006, resultou na conquista do composto alvo e na derrota da pequena força rebelde Petitioner liderada por Alfredo Reinado, antes do ataque ser cancelado pelo governo de Timor-Leste.
Em 1 de Março de 2007, o líder rebelde fugitivo Alfredo Reinado veio a Same juntamente com 150 homens da ISF Australiana, incluindo soldados. Ele foi acompanhado por Gastão Salsinha, e Leonardo Isaac, outro líder dos soldados rebeldes e membro do Parlamento do Partido Social Democrata (PSD) - para prestar assistência. Cerca de cem moradores fugiram. Em 4 de março, o exército australiano, com o apoio de helicópteros e veículos blindados, invadiu o local. Cinco rebeldes foram mortos lá, enquanto nenhum dos australianos foi ferido. Reinado escapou, assim como Gastão Salsinha e seus homens. Leonardo Isaac não se feriu. Alguns rebeldes foram capturados.
Quatro dias depois, cerca de dez casas na aldeia vizinha Searema foram destruídas durante uma operação de busca noturna por soldados australianos à procura de Reinado. O exército australiano nega a destruição e alega que houve apenas pequenos danos, dos quais os soldados mais tarde ajudaram no reparo. Soldados australianos também realizaram uma busca agressiva na aldeia de Sasaneh. Móveis foram danificados e os moradores foram cercados com as mãos levantadas.
O antigo mercado de Same foi destruído pelo exército indonésio e em 2010 ainda não havia sido reconstruído.

## Desporto
A equipa desportiva local de futebol é o Kablaki F.C., que disputa o Campeonato Timorense de Futebol - Segunda Divisão de 2017.

## Naturais
- Adérito Hugo da Costa, político e jornalista.
- Isabel da Costa Ferreira, política, advogada e esposa do presidente.